# 1914 Hartbeespoortdam
1914 Hartbeespoortdam (1930 SB1) là một tiểu hành tinh vành đai chính được phát hiện ngày 28 tháng 9 năm 1930 bởi Van Gent, H. ở Johannesburg (LS).